# Lina Magull
Lina Magull, född den 15 augusti 1994, är en tysk fotbollsspelare som spelar för Inter.

## Landslagskarriär
Magull ingick i Tysklands landslag under EM 2017 och 2022 samt VM 2019 och 2023. Hon var lagkapten när Tyskland vann U20-VM 2014.